# Metynnis guaporensis
A Metynnis guaporensis a sugarasúszójú halak (Actinopterygii) osztályának pontylazacalakúak (Characiformes) rendjébe, ezen belül a pontylazacfélék (Characidae) családjába tartozó faj.

## Előfordulása
A Metynnis guaporensis előfordulási területe a dél-amerikai Guaporé folyó medencéjében van.

## Megjelenése
Ez a hal legfeljebb 16 centiméter hosszú és 180 gramm testtömegű.

## Életmódja
Trópusi és édesvízi hal, amely a nyíltabb vizeket kedveli.